# گوکچه‌لی (دینار)
گوکچه‌لی (به ترکی استانبولی: Gökçeli) یک منطقهٔ مسکونی در ترکیه است که در دینار (شهر) واقع شده‌است.